# Чэнь Чэнда
Чэнь Чэнда (кит. трад. 陳成達, упр. 陈成达, пиньинь Chén Chéngdá; 15 октября 1929, Шанхай, Китайская Республика — 24 марта 2022, Пекин, Китай) — китайский футболист и тренер.

## Клубная карьера
Чэнь Чэнда родился в Шанхае и в юношестве играл в футбол за команды «Ляньсин» и «Цзинву». Во время учёбы в Университете Сент-Джонс играл за Шанхайский студенческий союз. В 1950 году присоединился к команде «Шанхай Шэньхуа», а в 1951 году — к команде Восточного Китая.

## Карьера в сборной
После того как Чэнь играл за сборную Китая до 20 лет, в 1950-х годах он стал игроком основной сборной Китая. После ухода из университета, чтобы продолжить футбольную карьеру, Чэнь сыграл в нескольких товарищеских матчах за сборную Китая в рамках подготовки к Олимпийским играм 1952 года.

## Тренерская карьера
После завершения футбольной карьеры в 1958 году Чэнь стал главным тренером сборной Китая, которую тренировал до 1962 года. В 1971 году был назначен тренером команды «Хэбэй», где работал до 1973 года. В 1974 году Чэнда руководил сборной Китая до 20 лет.
После завершения карьеры тренера Чэнь работал в Китайской футбольной ассоциации, ФИФА и Азиатской футбольной конфедерации. Позже консультировал женскую сборную Китая по футболу, помогая команде занять второе место на Олимпийских играх 1996 года и чемпионате мира среди женщин в 1999 году.

## Смерть
Чэнь Чэнда умер 24 марта 2022 года в Пекине в возрасте 92 лет.